# Miljoen

Visualisatie van machten van tien van 1 tot 1 miljoen

Miljoen is een hoofdtelwoord dat correspondeert met het getal 1 000 000 of 106. Dit natuurlijke getal volgt op 999 999 en gaat vooraf aan 1 000 001. Het SI-voorvoegsel voor een miljoen is mega, afgekort M. Zo staat 1 megawatt, ofwel 1 MW, voor 1 000 000 watt.
Het getal heeft de volgende elementaire eigenschappen:
- 1 000 000 = 106
- 1 000 000 = 1000 × 1000 (=10002)
- 1 000 000 = 26 × 56 (priemfactorontbinding)

Miljoen is de basis voor de namen van grote getallen in de binnen Europa gebruikte 'lange schaalverdeling'. Bijvoorbeeld: biljoen = miljoen2 = 1012 en septiljoen = miljoen7 = 1042.

## Taalkundig
Meervoud: miljoenen.
Afkorting: mln of mio, die laatste wordt vooral gebruikt in financiële documenten.
Een miljonair is een persoon die 1 miljoen van een bepaalde valuta vrij te besteden heeft. Iemand die meerdere miljoenen bezit, wordt multimiljonair genoemd. Hierbij wordt de waarde van het huis en andere ondeelbare, kostbare goederen niet meegerekend. Bij de invoering van de euro, 1 januari 2002, is in Nederland het aantal miljonairs sterk afgenomen omdat voor die datum het begrip 'miljonair' gebaseerd was op de Nederlandse gulden.

## Trivia
De afstand van de Aarde tot de zon is ongeveer 150 miljoen kilometer.